# Feuerspitze
De Feuerspitze is een 2852 meter hoge bergtop in de Lechtaler Alpen in de Oostenrijkse deelstaat Tirol.
De berg ligt hemelsbreed ongeveer zeven kilometer ten zuidzuidoosten van Holzgau in het Lechtal. Buurtoppen zijn de door de Fallenbacherjoch (2753 meter) van de Feuerspitze gescheiden Holzgauer Wetterspitze (2895 meter) in het noorden, de Fallenbacherturm (2704 meter) en, gescheiden door de Gamskarlscharte (2551 meter), de Fallenbacherspitze (2723 meter) in het oosten en in het zuiden de Vorderseespitze (2889 meter), gescheiden van de Feuerspitze door de Stierlahnzugjoch (2596 meter). Aan de voet van de noordwand ligt de Fallenbacherferner, tegenwoordig een onbetekenend overblijfsel van een vroegere gletsjer. Naar het zuidwesten toe gaat de Feuerspitze via een grote puinhelling over in Kaisertal bij Kaisers.
Aan de noordzijde kenmerkt de Feuerspitze zich door een steile, brokkelige wand, die uit opvallend rood hoornsteen, vuursteen en radiolariet bestaat. De berg heeft hier zijn naam aan te danken. Bij klimtochten langs deze wand bestaat een groot gevaar op steenslag.
De berg is geliefd vanwege zijn mogelijkheden voor wandelen en wintersport. Als ondersteuningspunt voor beklimming van de Feuerspitze ligt op 2004 meter hoogte de Simmshütte aan het einde van het Sulzeltal. In drieënhalf uur kan de top vanuit het zuiden zonder grote problemen worden bereikt. De tocht loopt vanaf de Simmshütte in zuidelijke richting, aan de westzijde rondom de Feuerspitze om bij de Stierlahnzugjoch in noordelijke richting de top te beklimmen.